# Dimorphodontidae
Dimorphodontidae — родина птерозаврів, що існувала наприкінці тріасу та у ранній юрі (208—182 млн років тому). Викопні рештки знайдені у Великій Британії та у США.